# The Farmer's Daughter (film 1910 Porter)
The Farmer's Daughter è un cortometraggio muto del 1910 diretto da Edwin S. Porter che aveva come interpreti Mary Fuller e Charles Ogle. Prodotto dalla Edison Manufacturing Company, il film fu distribuito dalla General Film Company.

## Produzione
Il film fu prodotto dalla Edison Manufacturing Company.

## Distribuzione
Distribuito dalla General Film Company, il film - un cortometraggio di 105 metri - uscì nelle sale cinematografiche statunitensi il 7 ottobre 1910. Nelle proiezioni, veniva programmato con il sistema dello split reel, accorpato in un'unica bobina con un altro cortometraggio prodotto dalla Edison, la commedia Bumptious Plays Baseball.